# Vittadinia tenuissima
Vittadinia tenuissima là một loài thực vật có hoa trong họ Cúc. Loài này được (Benth.) J.M.Black miêu tả khoa học đầu tiên năm 1928.